# Ramiro Rampinelli
Ramiro Rampinelli, nato Lodovico Rampinelli (Brescia, 10 agosto 1697 – Milano, 8 febbraio 1759), è stato un matematico, fisico e religioso italiano.
Monaco della Congregazione olivetana, la sua azione fu decisiva per la diffusione dell'analisi matematica, dell'algebra e della fisica matematica nelle migliori università d'Italia. Sul piano scientifico è uno dei più conosciuti studiosi della matematica infinitesimale del primo Settecento italiano.

## Biografia
Nacque dalla nobile famiglia bresciana dei Rampinelli il 10 agosto 1697. Si formò presso i Padri della Compagnia di Gesù di Brescia; apprese i primi rudimenti di matematica da Giovanni Battista Mazini.
Studiò all'Università di Bologna, dove fu discepolo del celebre matematico Gabriele Manfredi, e ricevette i voti il 1º novembre 1722 al Monastero di San Michele in Bosco.
Nel 1727, dopo un breve soggiorno al monastero di Sant'Elena in Venezia, si portò a Padova, nell'abbazia di San Benedetto; qui si confrontò con i più celebri professori matematici dell'università locale, come il marchese Giovanni Poleni ed il conte Jacopo Riccati, con la cui nobile famiglia di Castelfranco Veneto strinse una sincera e duratura amicizia.
Nel 1731 soggiornò per un anno a Roma dove frequentò i famosi studiosi monsignor Celestino Galiani e monsignor Antonio Leprotti, coltivando inoltre studi di architettura civile.
Dopo un periodo all'Università di Napoli, sempre a contatto con i migliori matematici, tra cui Nicola Antonio De Martino, venne destinato dai superiori all'Università degli Studi di Pavia per un anno, quindi ritornò all'Università di Bologna nel 1733, per insegnare le discipline matematiche. Qui ultimò Istituzioni Fisiche con il metodo analitico.
Nel 1740, dopo un soggiorno al monastero di San Francesco a Brescia, passò nel monastero degli Olivetani di San Vittore al Corso in Milano, dove fu anche maestro della matematica alla nobildonna Maria Gaetana Agnesi, che lo ricordò con gratitudine nella prefazione de Instituzioni Analitiche per la gioventù d'Italia.
Nel 1747 venne chiamato dal Senato Milanese a ricoprire (con stipendio doppio) la cattedra di Matematica e Fisica dell'Università di Pavia. Le sue competenze in fatto di idraulica fluviale gli valsero inoltre anche la nomina a supervisore sia per la costruzione del canale Pavia-Milano, sia per la realizzazione dell'arginatura di contenimento del fiume Po a Parpanese (Arena Po) nell'Oltrepò Pavese.
Nel 1758 pubblicò a Brescia, dal prestigioso tipografo Bossini, Lectiones opticae Ramiri Rampinelii brixiani Congregationis Montis Oliveti monachi et in gymnasio Ticinensi Matheseos Professoris. Ad esso avrebbero dovuto seguire Trigonometria ed Applicazione dei principi matematici alla fisica pratica se, il 10 aprile 1758, non fosse stato colpito improvvisamente da ictus.
Dopo un breve periodo a Brescia per ristabilirsi, padre Ramiro tornò a Milano nel monastero di San Vittore dove, l'8 febbraio 1759, colpito da un secondo attacco di apoplessi, morì.

Di Ramiro Rampinelli venne scritto: 
(Conte Giordano Riccati - Supplemento all'elogio di Ramiro Rampinelli - Treviso 9 gennaio 1760)

## Opere principali

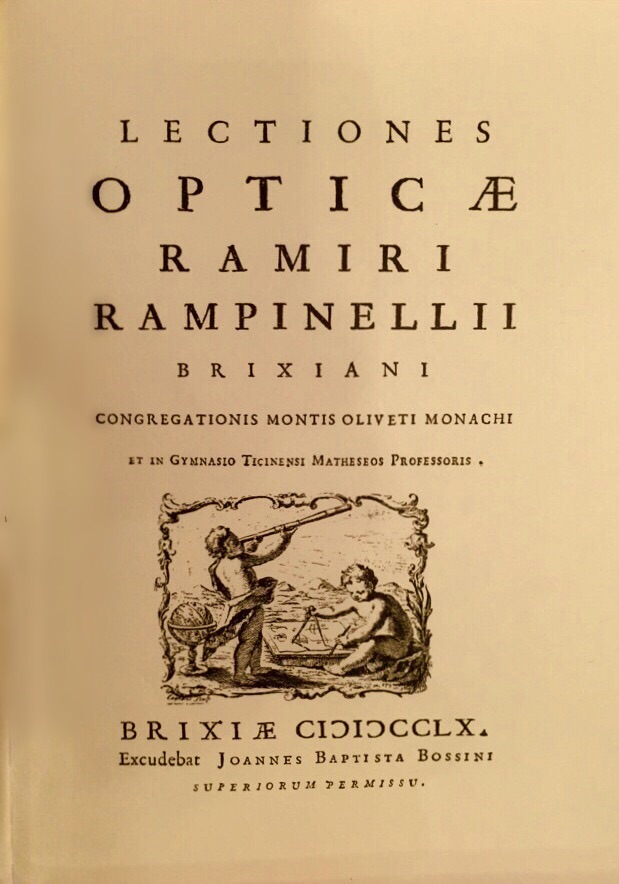
Lectiones Opticae - Frontespizio interno

Oltre a "Lectiones Opticae", autori contemporanei segnalavano Istituzioni di Meccanica esistenti manoscritte "con altre opere" nel monastero di San Vittore a Milano. Tra tali opere manoscritte, andate perdute, ricordiamo: 
- Applicazione de' principi alla fisica pratica
- Trattato di trigonometria piana e sferica
- Istituzioni Fisiche con il metodo analitico
- Trattato di idrostatica (ad integrazione delle istituzioni fisiche)